# Kuruc titkosírás

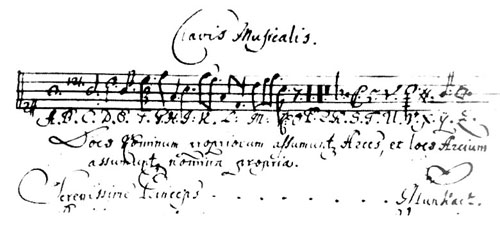
Rákóczi korabeli titkosírás zenei jelekkel (Clavis Musicalis)

A kuruc titkosírás kialakulása feltehetően akkor teljesedett ki, amikor Rákóczi fejedelem főhadiszállására francia tisztek érkeztek és ők tanították meg a kuruc diplomácia írástudóit a titkos kulccsal történő levelezésre, mert a legelső rejtjelkulcsok, amelyek a fennmaradt Rákóczi-iratok között találhatóak, azok a francia kormánnyal való levelezés céljaira készültek a francia udvarból kapott rejtjeltáblák használatával. A latinul clavis-nak (kulcs) nevezett rejtjelkulcsokat általában csak a levél írója és a címzett ismerte.
Az Kegyelmed boszorkány írása, kit rettenetes főtörődéssel kell nekünk olvasnunk. Sok dolgokrúl írván kegyelmed, egyiket míg kisillabizáljuk, a másikat elfelejtjük. Kezdeti ugyan még is van, de a végére mintha kűvárvidéki bikákat bocsátottak volna mászkálni.

## Története

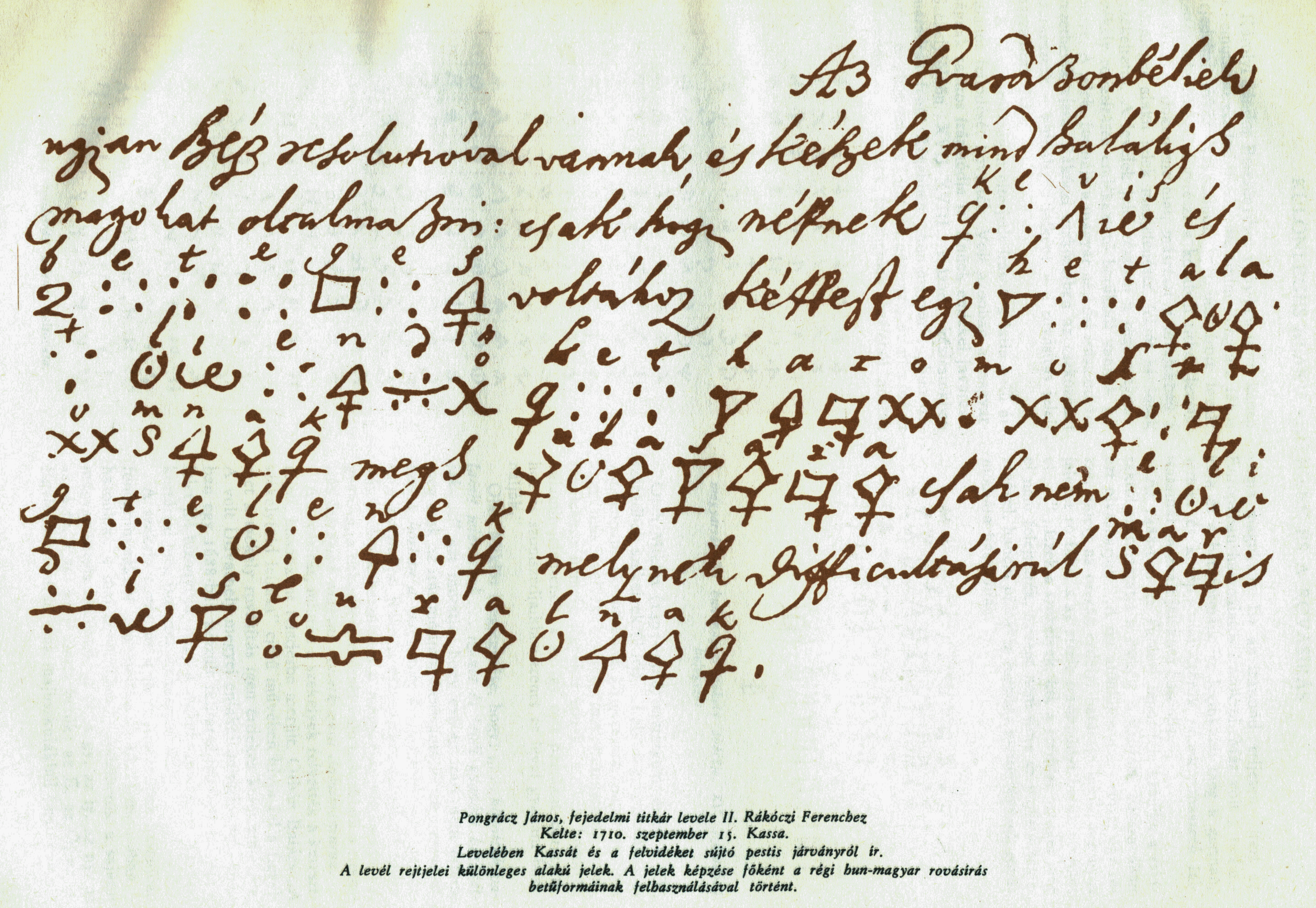
Titkárának levele Rákóczihoz a Kassát sújtó pestisjárványról. A titkosírás alapja ez esetben a székely–magyar rovásírás

Már Thököly Imre levelezéseiben is találunk utalást a clavis, azaz rejtjelkulcs használatára és a titkosított üzenetváltásra.
Ha penig betegsége interveniált volna, ki miá semmiképpen nem jöhetne el : az annectált clavissal tudósítson conscientiose mind az feljebb említett dolgokról, az nímet dispositióról, francziával való dolgáról, Erdélyen s Magyarországon általjővén, valamely jóakarónkkal lehetett-e szemben, vagy régi szolgáinkkal? Mit látott s hallott ? Miska megadta-e czédulánkot annak az embernek, kinek titkon küldöttük? Regéczi jószág ha nem restituáltatott is: de legalább az felőle való decretum nem adattatott-e az feleségem kéziben?
Az ütközetek előtt Rákóczi seregei számára is a környező falvak lakossága és a várbeli iparosok, kereskedők szállították a híreket. A parasztok, illetve a közéjük beállt és beöltözött kuruc katonák számoltak be arról, hol és milyen sáncot ásattak velük a császári parancsnokok. A zárt várakból erődítményekből nehezebb volt a hírek beszerzése. A császári várszolgálat könnyebb részét pénzzel fizetett vagy erőszakkal toborzott férfiak látták el.

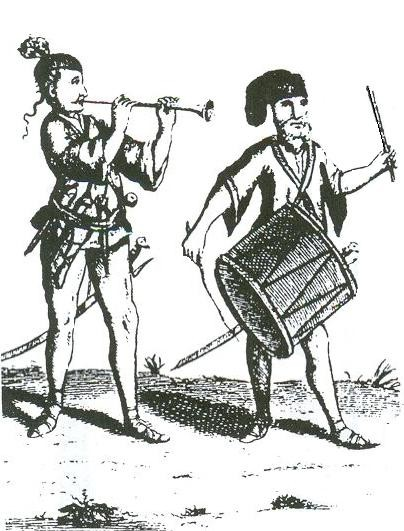
Kuruc zenészek

A kuruc–labanc világ titkos tevékenységének egyik érdekessége a titkosírás kiterjedt használata. Koncz Márton vízimolnár 1704 nyarán csatlakozott gróf Bercsényi Miklós kuruc seregéhez, aki a maga egyszerű módján, önzetlenül, minden anyagi ellenszolgáltatás nélkül, pusztán hazaszeretettől vezérelve szolgálta a függetlenség ügyét, szerezte be és adta át közvetlenül a kuruc seregek főgenerálisának a császári katonai csapatmozgásokról szóló híreket és információkat A parancsokat és a harci eseményekről szóló jelentéseket gyalogos futárokkal vagy a postajáratokkal továbbították. Gyakran előfordult, hogy az ellenség elfogta őket, az irományt elvette tőlük. A megoldás a titkosírás használata volt. 
Egy-egy jelkulcsot csak rövid ideig használtak egyszerűségük, megfejthetőségük miatt, és azt csak a levél írója és a címzett ismerhette. II. Rákóczi Ferenc környezetében gondosan előkészített titkosírásos rendszert használtak, melyből több mint 90 titkos kulcs maradt az utókorra. A kulcsszó, a clavis ismeretében a visszafejtéskor az olvasható szöveg fölé kellett írni a kulcsszót, egymás után a sor végi utolsó betűig. 
A „clavis arithmeticus” rejtjelkulcs segítségével a betűket a tízes számrendszer tízzel végződő számcsoportjai alkották, a gyakrabban előforduló szótagok, igekötők, tulajdon- és földrajzi nevek számára pedig külön számcsoportokat rendszeresítettek. Rákóczi emigrációs iratai között pedig található egy példa a clavis musicalis magyarországi jelenlétére is. Ez a rejtjelezési mód nem lehetett sem túl gyakori, sem túl kedvelt. Az olvasható ábécét az ötvonalas kotta alá írták. A kotta vonalain pedig a zenei módosítójelek – szünet, kereszt – mellett a különböző hangok, más és más betűt jelentettek. A ritmus, és „hangzás” együttesen kódolt üzenetet tartalmazott. A fejedelem maga is használt titkosírást, sőt ő maga készített hozzá táblázatot, sajátkezűleg írta, illetve fejtette meg a számára fontosabb küldeményeket, például a  „Károlyi urammal való clavis”, „Esterházy uramal való clavis”, „dunántúliakkal való clavis”, „clavis pro domino Nemessányi” folytatott levelezésében. Ugyanakkor kémeinek sikerült a bécsi udvar néhány titkos postáját is megszereznie. Ezeket tisztjei teljes egészében vagy részleteiben meg is fejtették számára.
Az Kegyelmednek elmenetelétűl fogvást Moldvábúl többet egy levelénél nem vettük, melyben ámbár kevés legyen is, annak megfordítását véghez nem vihettük, ámbár azon clavissal is próbáltuk, a mellyet Nandor-Fejérvárra menetelekor Pápainak adtunk vala. Melyre nézve kíntelenítettük az Károlyi úr clavisával élni, az mellyet Kegyelmed memoriter is tudhat, s egyszer már Eszterház Dánielnek is hasonlót adtunk vala.
Az Országos Levéltár gyűjteményében több olyan titkos kulcsot őriznek, amelyek a császári parancsnokok titkos írásjeleinek teljes számú megfejtését vagy legalábbisannak részleteit tartalmazzák: „Császár clavissa Rabutinnal 1706.” „Clavis generalis ex Szatmár a Glöckelspegius cum Bellico Consilio 1704”, azaz Glöckelsperg tábornok, szatmári várparancsnok és a bécsi udvari haditanács között váltott levelek kulcsa.